# Torna a Surriento
Torna a Surriento è una canzone napoletana, composta nel 1894 da Ernesto De Curtis su parole del fratello Giambattista. La canzone fu ufficialmente pubblicata con diritti d'autore nel 1905 (prima registrazione nel 1904 da parte del tenore Aristide Rota) per l'Edizione Bideri. Da allora è divenuta molto popolare, e fino ad oggi è stata eseguita da innumerevoli cantanti, tra cui Enrico Caruso,Tito Schipa, Beniamino Gigli, Nilo Ossani, Bono, Elvis Presley, Dean Martin, Frank Sinatra, José Carreras, Plácido Domingo, Luciano Pavarotti, Robert Plant, Mario Lanza, Nino Martini, Franco Corelli, Robertino Loretti, Giuseppe Di Stefano, Francesco Albanese, Giuni Russo, Anna German, Andrea Bocelli, Al Bano, Claudio Villa e Roberto Murolo.
Claude Aveling scrisse il testo in inglese della canzone, intitolato Come Back to Sorrento, da cui Doc Pomus e Mort Shuman la riadattarono per la versione di Elvis Presley, intitolata Surrender che raggiunge la prima posizione nella Billboard Hot 100 per due settimane, nel Regno Unito per 4 settimane e nelle Fiandre in Belgio, seconda in Italia e Norvegia, terza in Olanda e sesta in Germania.

## Storia
Per molto tempo si è ritenuto che la canzone fosse stata composta e pubblicata dai fratelli Eugenio e Giambattista De Curtis nel 1904. Giovan Battista era poeta e musicista, ma era stato assunto da Guglielmo Tramontano, proprietario dell'albergo omonimo a Sorrento. Secondo lo storico sorrentino Nino Cuomo, qui Giovan Battista conobbe Carmela Maione, figlia di contadini affittuari del Tramontano. L'artista, che se ne innamorò, le dedicò la canzone "Carmela" (registrata alla SIAE nel 1890). "Torna a Surriento" sarebbe stata depositata due anni dopo, nel 1892, senza tuttavia essere mai eseguita ufficialmente.
Recenti ricerche hanno testimoniato come invece la composizione risalga al 1894, come attestato dalla partitura per pianoforte dell'Edizione Bideri. Ernesto De Curtis avrebbe tratto ispirazione per il ritornello della canzone dal canto di un usignolo mentre si trovava ospite del fratello presso l'Hotel Tramontano nella città di Sorrento: l'usignolo riproduceva le prime cinque note del ritornello.
La canzone fu preannunciata in pubblico per la prima volta nel 1902, eseguita probabilmente dalla coppia Giovanni Ambrosini e Maria Cappiello, quando il presidente del consiglio Giuseppe Zanardelli alloggiò all'hotel di Guglielmo Tramontano, allora sindaco di Sorrento. Fu annunciato che il brano era stato composto su richiesta di Tramontano, per ricordare a Zanardelli di mantenere la promessa di far realizzare una serie di opere pubbliche necessarie a Sorrento tra le quali la più importante era la rete fognaria all'epoca inesistente. Il brano in realtà fu soltanto riadattato per l'occasione.
Successivamente la canzone fu replicata nel concerto di musiche e canzoni napoletane nel teatro Tasso e la canzone fu eseguita dal tenore Giovanni Ambrosini. "Torna a Surriento", nel testo e nella musica attuali, fu cantata, per la prima volta, nel 1904 a Napoli, in occasione della Piedigrotta Garibaldi.
È stata usata come campionatura nella canzone Sexy People di Arianna (voce delle più famose sigle e colonne sonore Disney) e Pitbull.

## Testo della canzone
spira tanto sentimento,

Comme tu a chi tiene mente,

Ca scetato 'o faje sunnà.
Guarda, gua’ chistu ciardino;

Siente, sie’ sti sciure arance:

Nu profumo accussì fino

Dinto 'o core se ne va…
E tu dice: "I’ parto, addio!"

T’alluntane da 'stu core…

Da la terra de l’ammore…

Tiene 'o core 'e nun turnà?
Ma nun me lassà,

Nun darme stu turmiento!

Torna a Surriento,

famme campà!
Vide 'o mare de Surriento,

che tesore tene 'nfunno:

chi ha girato tutto 'o munno

nun l'ha visto comm'a ccà.
Guarda attuorno sti ssirene,

ca te guardano 'ncantate,

e te vonno tantu bene...

Te vulessero vasà.
E tu dice: "I' parto, addio!"

T'alluntane da 'stu core

Da la terra de l'ammore

Tiene 'o core 'e nun turnà?
Ma nun me lassà,

Nun darme stu turmiento!

Torna a Surriento,

Famme campà!»
Ispira molto sentimento,

Come te a chi osservi,

che da sveglio lo fai sognare.
Guarda, guarda questo giardino;

Senti, senti questi fiori d'arancio:

Un profumo così delicato

Dentro al cuore se ne va…
E tu dici: "Io parto, addio!"

Ti allontani da questo cuore…

Dalla terra dell'amore…

Hai il cuore di non tornare?
Ma non mi lasciare,

Non darmi questo tormento!

Torna a Sorrento,

Fammi vivere!
Vedi il mare di Sorrento,

Che tesori ha sul fondo:

Chi ha girato tutto il mondo

Non l'ha visto come qua.
Guarda intorno queste Sirene,

Che ti guardano incantate,

E ti vogliono tanto bene…

Ti vorrebbero baciare.
E tu dici: "Io parto, addio!"

Ti allontani da questo cuore…

Dalla terra dell'amore…

Hai il cuore di non tornare?
Ma non mi lasciare,

Non darmi questo tormento!

Torna a Sorrento,

Fammi vivere!»